# Mali Orlînți, Hmelnîțkîi
Mali Orlînți (în ucraineană Малі Орлинці) este un sat în comuna Vezdenkî din raionul Hmelnîțkîi, regiunea Hmelnîțkîi, Ucraina.

## Demografie
Componența lingvistică a localității Mali Orlînți
     Ucraineană (98,97%)
     Alte limbi (0,51%)
Conform recensământului din 2001, majoritatea populației localității Mali Orlînți era vorbitoare de ucraineană (98,97%), existând în minoritate și vorbitori de alte limbi.